# مقیاس فیتزپاتریک

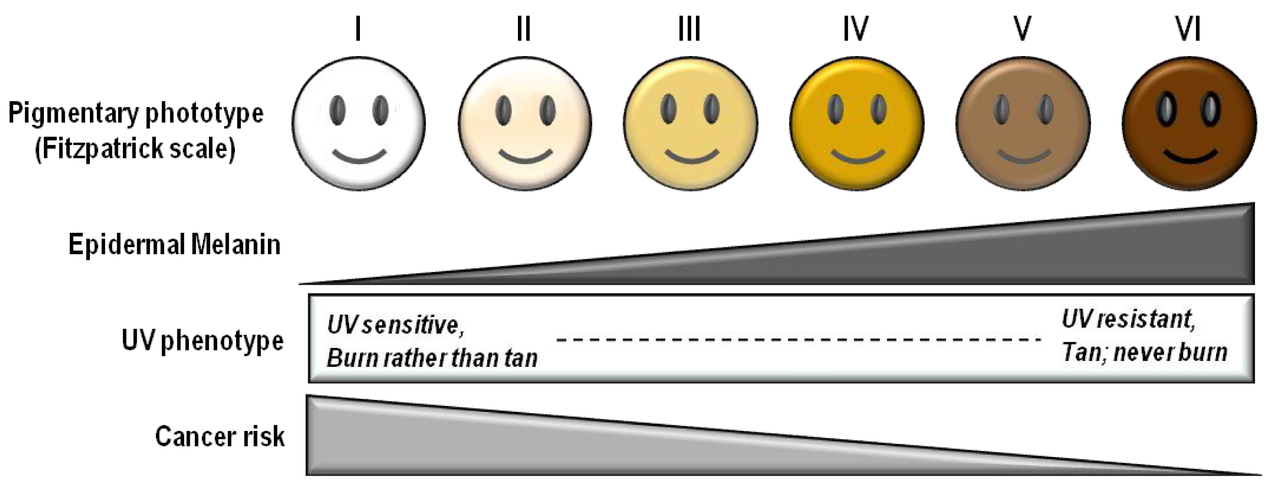
تاثیر رنگدانه بر خطر سرطان پوست

مقیاس فیتزپاتریک (انگلیسی: Fitzpatrick scale) گاهی با عنوان آزمایش نوع‌پوست فیتزپاتریک هم مشهور است. این مقیاس عبارت است از یک طرح طبقه‌بندی عددی برای تمایز نمودن رنگ پوست انسان. این ایده در سال ۱۹۷۵ و توسط دکتر توماس بی. فیتزپاتریک به عنوان راهی برای متمایز نمودن انواع پوست در واکنش به نور فرابنفش ابداع گردید. این مقیاس در ابتدا برای اندازه‌گیری سطح طیف‌های مختلف فرابنفش و پووا درمانی ابداع گردید. آزمایش‌های اولیه به‌طور صرف بر اساس رنگ مو و چشم افراد پایه‌گذاری گردیده بود که برای برخی با افزایش میزان طیف فرابنفش همراه بود. این سازوکار متکی و وابسته به گزارش دقیق بیماران مبنی بر واکنش پوست آنها نسبت به تابش نور خورشید بود و به همین سبب، امروزه این مقیاس برای اندازه‌گیری رنگ پوست انواع نژادهای مختلف انسان کاربرد ویژه‌ای یافته‌است.